# Стаклени параван
„Стаклени параван” је југословенски ТВ филм из 1959. године. Режирао га је Марио Фанели а сценарио је написао Мирко Николић.

## Улоге
| Глумац            | Улога |
| ----------------- | ----- |
| Борис Бузанчић    |       |
| Звонимир Ференчић |       |
| Санда Лангерхолц  |       |
| Јован Личина      |       |
| Андро Лушичић     |       |
| Златко Мадунић    |       |